# Amomum sarasinorum
Amomum sarasinorum är en enhjärtbladig växtart som beskrevs av Karl Moritz Schumann. Amomum sarasinorum ingår i släktet Amomum och familjen Zingiberaceae. Inga underarter finns listade i Catalogue of Life.